# Попко, Татьяна Николаевна
Татья́на Никола́евна Попко́ (4 мая 1939, Москва — 13 декабря 2008) — солистка балета, педагог классического балета, Заслуженная артистка РСФСР (1976).

## Биография
Родилась в артистической семье.
По окончании Московского хореографического училища (педагог Г. П. Петрова), с 1959 года в Большом театре, работала с Мариной Тимофеевной Семёновой, занималась в классе Асафа Мессерера.
Борис Акимов , художественный руководитель балетной труппы Большого театра (2000—2003) и художественный руководитель Московской государственной академии хореографии (2002—2005), стал вторым супругом Татьяны Попко.
В Большом театре Татьяна Попко исполняла сольные партии классического репертуара, великолепно владела мелкой техникой. Среди ролей:
Конёк-Горбунок в балете Александра Горского «Конёк-Горбунок» на музыку Пуни;
Фея Щедрости, Фея Беззаботности и Красная шапочка в «Спящей красавице» (Мариус Петипа , Пётр Чайковский);
Pas de deux в «Жизели» (Мариус Петипа , Адольф Адан);
Pas de trois и неаполитанский в «Лебедином озере» (Лев Иванов, Асаф Мессерер, Пётр Чайковский);
Подруга в «Дон Кихоте» (Мариус Петипа, Александр Горский, Людвиг Минкус);
Колокольчики в «Бахчисарайсков фонтане» (Ростислав Захаров, Борис Асафьев);
Принцесса в «Сказкае о солдате и чёрте» (Хореография Энн Суве, музыка — Игорь Стравинский);
Перо с балете «Подпоручик Киже» в постановке Александра Лапаури, музыка — Сергей Прокофьев;
Огневушка в «Каменном цветке» в постановке А. Я. Шелест и Ю. Н. Григоровича музыка — Сергей Прокофьев;
Нунэ в балете «Гаянэ» Н. А. Анисимовой музыка — Арам Хачатурян;
Лиззи в балете «Тропою грома» К. М. Сергеева на музыку К. Караева;
Пастушка (первая исполнительница) в «Щелкунчике» в постановке Ю. Н. Григоровича в Большом театре на музыку Чайковского

«…Танец Татьяны Попко отличается благородством манеры, академизмом в ролях классического репертуара, темпераментом в деми-классических партиях…»— В.И.Зарубин
С 1981 года Татьяна Попко педагог — репетитор Театра Классического балета, один из самых лучших педагогов классического балета в России. После занятий в её классе многие танцовщицы делали такие успехи, что становились настоящими балеринами.

## Фильмография

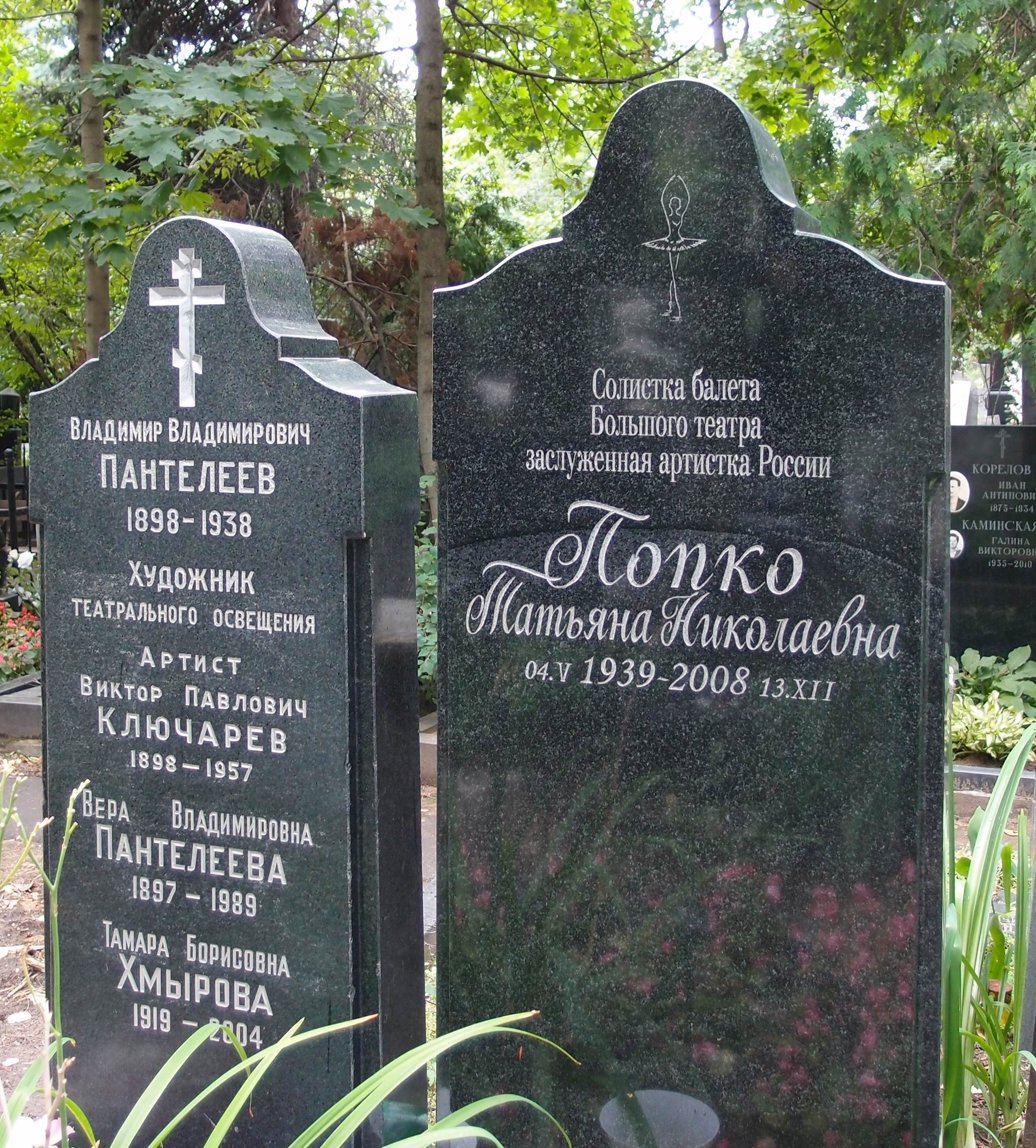
Памятник Т. Н. Попко на Новодевичьем кладбище, 2 уч. 16 ряд

- 1969 — Подпоручик Киже (телеэкранизация)
- 1970 — Озорные частушки (телеэкранизация)